# Thecla barrensis
Thecla barrensis är en fjärilsart som beskrevs av Rosa 1942. Thecla barrensis ingår i släktet Thecla och familjen juvelvingar. Inga underarter finns listade i Catalogue of Life.